# Scambophyllum angustipenne
Scambophyllum angustipenne är en insektsart som beskrevs av Heinrich Hugo Karny 1926. Scambophyllum angustipenne ingår i släktet Scambophyllum och familjen vårtbitare. Inga underarter finns listade i Catalogue of Life.